# Hugh Stockwell

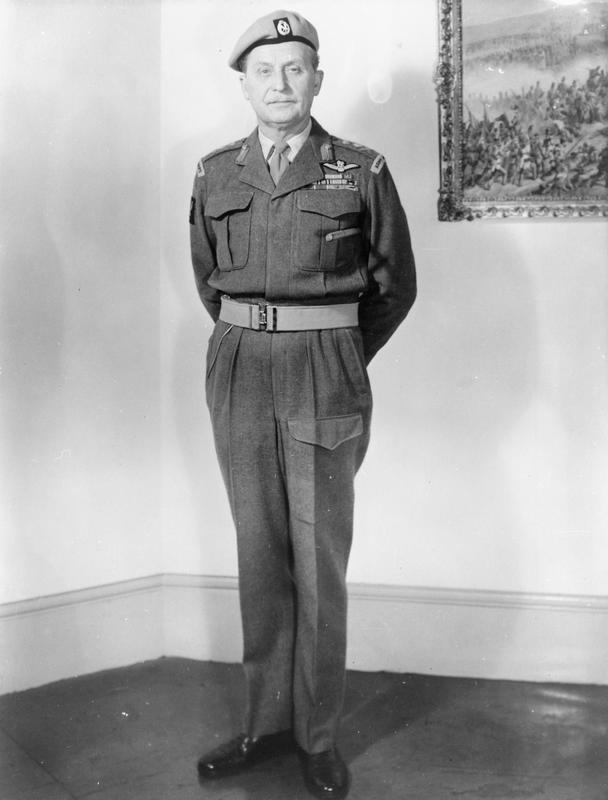
Hugh Stockwell (1956)

Sir Hugh Charles Stockwell, GCB, KBE, DSO (* 16. Juni 1903 in Jersey; † 27. November 1986 in Swindon, Wiltshire) war ein britischer General der British Army, der unter anderem zwischen 1957 und 1959 Militärsekretär im Kriegsministerium (War Office), von 1959 bis 1960 Generaladjutant der Streitkräfte (Adjutant-General to the Forces) sowie zuletzt zwischen 1960 und 1964 stellvertretender Oberkommandierender der Alliierten NATO-Streitkräfte in Europa (Deputy Supreme Allied Commander Europe) war.

## Leben

### Militärische Ausbildung und Zweiter Weltkrieg
Stockwell, Sohn eines Offiziers der Highland Light Infantry, begann nach Abschluss seiner schulischen Ausbildung am Cothill House sowie am Marlborough College seine Offiziersausbildung am Royal Military College Sandhurst. Nach Abschluss der Ausbildung trat er am 1. Februar 1923 in die Royal Welch Fusiliers ein und war bis 1929 in Britisch-Indien eingesetzt, wo er am 1. Februar 1925 zum Oberleutnant (Lieutenant) befördert wurde. Im Anschluss wurde er zu den Grenztruppen nach Britisch-Westafrika versetzt und dort am 25. Juni 1932 zum Hauptmann (Captain) befördert. Danach wechselte er 1935 zum Small Arms School Corps (SASC) in Netheravon, in dem er bis 1938 Ausbilder für Vickers-Maschinengewehre war. Anschließend wurde er am 23. Dezember 1938 Brigade-Major der 158th (North Wales) Infantry Brigade, die aus drei Bataillonen der Territorialarmee bestand.
Zu Beginn des Zweiten Weltkrieges wurde Stockwell am 1. Februar 1940 zum Major befördert und nahm als Kompaniechef der No. 2 Independent Company der Territorialarmee unter dem Kommando von Colin Gubbins vom 9. April bis 10. Juni 1940 am Norwegen-Feldzug teil. Kurz darauf wurde er zum Oberstleutnant (Lieutenant-Colonel) befördert und Nachfolger von Gubbins. Für seine dortigen Verdienste wurde ihm der Distinguished Service Order (DSO) verliehen. Nach dem Norwegen-Feldzug wurde er zu den neu gebildeten British Commandos versetzt, einem Verband zur Durchführung von Einsätzen im von der deutschen Wehrmacht besetzten Europa, und fungierte dort als Leiter des Ausbildungszentrums im schottischen Lochailort. Im Anschluss wurde er 1942 Kommandeur des 2. Bataillons der 29th Infantry Brigade, die sich für die Teilnahme an der Operation Ironclad vorbereitete, die Besetzung der von Vichy-Frankreich-kontrollierten Insel Madagaskar während des Zweiten Weltkrieges durch die Briten.
Nach seiner Beförderung zum Brigadegeneral (Brigadier) wurde Stockwell am 28. Oktober 1942 zunächst Kommandeur (Commanding Officer) der in Britisch-Ostafrika eingesetzten 30th (East Africa) Infantry Brigade. Anschließend war er vom 7. Dezember 1943 bis zum 15. Juni 1944 Kommandeur der 29th Independent Brigade Group sowie danach bis zum 9. Juni 1945 Kommandeur der daraus hervorgegangenen 29th Brigade, die in Britisch-Indien und Burma eingesetzt war. Im Anschluss verblieb er in Burma und war vom 12. Januar bis zum 23. Mai 1945 Kommandeur (General Officer Commanding) der 82nd (West Africa) Division. Während dieser Zeit wurde er 1945 im Kriegsbericht erwähnt (Mentioned in dispatches) sowie Commander des Order of the British Empire (CBE).

### Einsätze in Palästina und Malaya
Nach Ende des Zweiten Weltkrieges fungierte Stockwell vom 13. Juli 1945 bis 1946 erneut als Kommandeur der in Burma eingesetzten 82nd (West Africa) Division und wurde 1946 auch Companion des Order of the Bath (CB). Nach seiner Rückkehr nach Großbritannien übernahm er zwischen Juni 1946 und seiner Ablösung durch Generalmajor Philip Gregson-Ellis im Juni 1947 den Posten als Kommandeur der 44th (Home Counties) Division. Während dieser Zeit wurde er im Mai 1947 auch selbst zum Generalmajor (Major-General) befördert. Danach wurde er im August 1947 Nachfolger von Generalmajor James Cassels als Kommandeur der in Palästina stationierten 6th Airborne Division und verblieb in dieser Verwendung bis zur Auflösung dieser Luftlandedivision nach der israelischen Unabhängigkeitserklärung am 14. Mai 1948 nach der Schlacht von Haifa im April 1948. Für seine Verdienste wurde er im März und September 1947 erneut im Kriegsbericht erwähnt.
Nach seiner Rückkehr nach Großbritannien wurde Stockwell 1948 Nachfolger von Generalmajor Francis Matthews als Kommandant der Royal Military Academy Sandhurst und verblieb auf diesem Posten bis 1950, woraufhin Generalmajor David Dawnay seine Nachfolge antrat. Im Januar 1949 wurde er zum Knight Commander des Order of the British Empire (KBE) geschlagen, so dass er fortan den Namenszusatz „Sir“ führte. Danach übernahm er 1951 von Generalmajor Lashmer Whistler den Posten als Kommandeur der 3rd Division und bekleidete diesen Posten bis zu seiner Ablösung durch Generalmajor Nigel Poett. In Personalunion war er Kommandeur des Militärdistrikts East Anglia. Im Juni 1952 löste er Generalmajor Roy Urquhart als Kommandeur der britischen Truppen in der Föderation Malaya (Malaya Command) ab und war in dieser Zeit in die Kämpfe mit aufständischen GuerillaTruppen involviert. 1954 wurde Generalmajor Geoffrey Bourne sein Nachfolger als Kommandeur des Malaya Command. Im Juni 1954 wurde er ferner Knight Commander des Order of the Bath (KCB).

### Befehlshaber in Deutschland, Suezkrise und Aufstieg zum General
Stockwell selbst wurde anschließend 1954 Kommandierender General des I Corps, wo er abermals Generalleutnant James Cassels ablöste. Dort verblieb er bis 1956 und wurde daraufhin durch Generalleutnant Harold Pyman abgelöst, während er selbst 1956 den Posten als Kommandierender General der Landstreitkräfte während der Suezkrise übernahm und in dieser Verwendung maßgeblich an den Vorbereitungen der Operation Musketeer beteiligt, dem Einmarsch in Ägypten.
Im Februar 1957 übernahm er von Generalleutnant Colin Callander die Funktion als Militärsekretär (Military Secretary) beim Kriegsminister (Secretary of State of War) und war dort bis zu seiner Ablösung durch Generalleutnant Geoffrey Thompson 1959 verantwortlich für den Personaleinsatz des Landstreitkräfte. Danach verblieb er im Kriegsministerium und war dort als Nachfolger von General Charles Loewen von 1959 bis zu seiner Ablösung durch General Richard Goodbody 1960 Adjutant-General to the Forces verantwortlich für die Entwicklung der Personalpolitik und Personalentwicklung des Heeres. Gleichzeitig fungierte er zwischen 1959 und 1962 als Aide-de-camp von Königin Elisabeth II. Im Juni 1959 wurde er zum Knight Grand Cross des Order of the Bath (GCB) erhoben.
Zuletzt wurde General Stockwell am 22. September 1960 Nachfolger von General Richard Gale als stellvertretender Oberkommandierender der Alliierten NATO-Streitkräfte in Europa (Deputy Supreme Allied Commander Europe) und übte diesen Posten bis zu seinem Eintritt in den Ruhestand am 1. Januar 1964 aus, woraufhin Marshal of the Royal Air Force Thomas Pike seine Nachfolge antrat. Er fungierte nach seinem Ausscheiden aus dem aktiven Militärdienst unter anderem als Vorsitzender des Kennet-und-Avon-Kanal-Trust.